# 林楚 (鲁国)
林楚，春秋时期鲁国人物。
阳虎想要去掉三桓，用季寤取代季氏，用叔孙辄取代叔孙氏，自己取代孟氏。前502年（周敬王十八年、鲁定公八年）十月初三日，准备在蒲圃设享礼招待季氏时而杀死季桓子。阳虎驱车走在前边，林楚为季桓子驾车，护卫军官手持铍、盾在两边夹护，阳虎的弟弟阳越走在最后。将到蒲圃，季桓子突然对林楚说：“你的先人都是季氏家里的忠良之臣，你也要以忠良之心来继承他们。”林楚说：“下臣听到这话已经迟了。阳虎执政，鲁国人都服从他，违背他就是找死，死了也对主人没有好处。”季桓子说：“怎么迟了？你能带我去到孟氏那里吗？”林楚回答说：“我不敢爱惜一死，怕的是不能然主人免于祸难。”季桓子于是让他前去。孟氏这时挑选了三百个健壮奴隶为公期在门外造房子。林楚鞭打乘马，到了大街上就飞跑而去，阳越用箭射他，没有射中，造房子的人关上大门。有人从门缝里用箭射杀阳越。